# Кејт Летбриџ-Стјуарт
Кејт Летбриџ-Стјуарт (енгл. Kate Lethbridge-Stewart) је измишљени лик у британској научнофантастичној телевизијској серији Доктор Ху. Првобитно ју је осмислио сценариста Марк Плат, а глумила ју је Беверли Кресмен у независним спиноф филмовима Застој (1995) и Успон Демоњана (2004). Кејт је поново представио сценариста Крис Чибнал у епизоди „Моћ троје” (2012), где ју је играла Џема Редгрејв, која је наставила да тумачи ту улогу све до 2024. године. Она ће имати главну улогу у предстојећој спиноф серији Рат између земље и мора, чије снимање је почело у септембру 2024. године.
У оквиру наратива серије, Кејт Летбриџ-Стјуарт служи као шефица научног истраживања, а касније и врховнна команданткиња Обавештајне јединице Уједињених нација (UNIT), организације која брани Земљу од ванземаљских претњи. Она је главни савезник Доктора и ћерка бригадира Летбриџ-Стјуарта, који је у почетку водио UNIT током првобитног приказивања Доктора Хуа. Кејт је један од најдуговјечнијих ликова који се понављају у оживљеној серији, појављујући се поред Једанаестог, Дванаестог, Тринаесте, Четрнаестог и Петнаестог Доктора.

## Појављивања

### Филмови
Кејт Летбриџ-Стјуарт се први пут појављује у direct-to-video спинофу Застој (1995), у коме је приказано да је одрасла не знајући за прави посао свог оца бригадира Летбриџ-Стјуарта, који се бори против ванземаљских претњи у UNIT-у, и верује да је он имао обичнији војнички посао. Окривљујући његов посао за распад њихове породице, она се отуђује од њега и живи у уском броду са својим сином Гордоном. Међутим, заједничко искуство борбе против Велике интелигенције заједно са бригадиром и Саром Џејн Смит омогућава јој да се поново повеже са оцем и развије ближи однос. Касније, Кејт се бори против Демоњана заједно са бившим оперативцем UNIT-а Дагласом Кевендишем у спинофу Успон Демоњана (2004).

### Телевизија
Кејт се вратила у телевизијској серији у епизоди Доктора Хуа из 2012. године „Моћ троје”, где се први пут сусреће са Доктором у његовој једанаестој инкарнацији. Она је сада шеф научног истраживања за UNIT, одлучивши да води војну организацију ка приступу који је више заснован на науци, и избацила је Летбриџ из свог презимена како не би добила никакве посебне услуге. Она и Доктор издржавају „годину споре инвазије”, током које Шакри шаљу коцке да посматрају људски род уочи предстојећег напада, и успевају да их зауставе. У „Дану Доктора” (2013), Кејт и научна саветница UNIT-а, Петронела Осгуд, поново се сусрећу са Једанаестим Доктором заједно са његовим ранијим инкарнацијама, Ратним и Десетим Доктором. Они се суочавају са Зајгонцима који мењају облик у Црној архиви, тајном трезору UNIT-а у Лондонској кули, и преговарају о мировном споразуму који дозвољава да се 20 милиона Зајгонаца настане на Земљи прерушени у људе.
Кејт ради заједно са Дванаестим Доктором по први пут у „Смрти на небесима” (2014). Када је Миси пустила Киберљуде на улице, Кејт и Осгудова стижу са официрима UNIT-а и држе Миси и Доктора у притвору у авиону „Брод један”. Међутим, Миси је побегла када су Киберљуди напали Брод један, при чему је део трупа уништен, а Кејт извучена из авиона. Спашава је и безбедно враћа на земљу њен отац који је претворен у Киберчовека. Касније, Кејт позива Клару Освалд у седиште UNIT-а у епизоди „Мађионичарев шегрт” (2015) када је Миси замрзла све авионе на Земљи, што се испоставило као њен начин да привуче пажњу UNIT-а да договори састанак са Кларом. У „Зајгонској инвазији” и „Зајгонској инверзији” (2015), Кејт одлази у Трут ор Консеквенсиз у Новом Мексику да истражи одвојену групу Зајгонаца који започињу устанак пошто су одбацили мировни споразум склопљен са људима. Преживевши напад Зајгонаца побуњеника, она заузима његово место и поново се састаје са Доктором у Црној архиви. Тамо долази до сукоба између ње и Бони, вође побуњених Зајгонаца, са две Осгудине кутије које би могле да разоткрију или униште сваког Зајгонца на планети. Уз помоћ Доктора, сукоб се завршава тако што обе стране поново потврђују мировни споразум.
Кејт се поново појављује у епизоди „Преживели Флукса” (2021), која открива да се ванземаљац по имену Велика змија убацио у UNIT током неколико деценија и омогућио његово гашење 2017. године. Када је Кејт запретила да ће га разоткрити, она је приморана да крене у бекство након неуспелог покушаја убиства. Током инвазије Сонтаранаца на Земљу 2021. године у епизоди „Победници” (2021), Кејт се појављује да предводи људски отпор и тријумфује уз помоћ Тринаесте Докторке. До 2022. Кејт је у стању да поново успостави UNIT. Она приводи Господара у специјалу „Моћ Доктора” (2022), али седиште UNIT-а преплављују Киберљуди и дижу га у ваздух. Кејт присуствује састанку групе за подршку и разговара о њиховом регрутовању у UNIT.
Кејт поново почиње да користи своје пуно презиме Летбриџ-Стјуарт и постала је врховна команданткиња UNIT-а до тренутка када је упознала Четрнаестог Доктора у специјалу „Кикот” (2023). Заједно се суочавају са Творцем Играчака и побеђују га, али битка узрокује да се Доктор би-генерише у Петнаестог Доктора. Током алтернативног временског тока приказаног у епизоди „73 јарди” (2024), Руби Сандеј тражи од Кејт помоћ у вези мистериозне жене која је све време прати и изазива све остале који јој приђу да побегну. У свом покушају да ухвати жену, Кејт доживљава исту судбину и напушта Руби. У „Легенди о Руби Сандеј” и „Царству смрти” (2024), Петнаести Доктор и Руби долазе у UNIT по помоћ у вези са мистеријама Рубине мајке и сталног појављивања лица Сузан Тријад, за коју откривају да је заправо претеча бога смрти Сутека. Сутек уништава сав живот на Земљи, убијајући све па и Кејт, али она је враћена у живот након што га је Доктор поразио.

### Аудио-драме
Почевши од 2015. године, Џема Редгрејв је поновила улогу Кејт у текућој аудио-драмској серији UNIT, продукцијске куће Big Finish, која је означила прво велико издање ове компаније са ликовима из оживљене серије Доктор Ху. У серији је такође глумила Ингрид Оливер као Петронела Осгуд, која се појавила у телевизијској серији као научна саветница UNIT-а. Први четвороделни боксет серије, Изумирање, приказивао је како се тим суочава са ванземаљском инвазијом војске пластичних Отонаца, Нестене Свести. Кејт се укрштала са главним током аудио-драма Big Finish-а и Доктором Хуом у две посебне прилике. Прва је била у Жртвовању Џо Грант, трећем делу боксета Наслеђе времена, којим се прославља 20. годишњица компаније, у којем је Кејт путовала у прошлост у еру класичног UNIT-а и упознала Трећег Доктора и Џо Грант, које су играли игра Тим Треолар и Кети Менинг. Такође се појавила у аудио-драми Прошли животи, првој у низу од седам делова произведеној за 60. годишњицу серије, под насловом Бивши и будући, у којој је Редгрејвова глумила поред Тома Бејкера у улози Четвртог Доктора, Сејди Милер у улози Саре Џејн Смит и Руфуса Хаунда у улози Монаха.

## Развој
Лик Кејт Летбриџ-Стјуарт је првобитно осмислио Марк Плат за спиноф драму Застој, коју је  објавио direct-to-video у септембру 1995. током раздобља када је Доктор Ху био ван програма. У овом издању, Кејт, коју игра британска глумица Беверли Кресман, приказана је као ћерка бригадира Летбриџ-Стјуарта и како живи са сином по имену Гордон. Кресманова је позитивно говорила о свом искуству снимања у интервјуу за онлајн Доктор Ху конвенцију, описујући своју радост у раду са тако етаблираним глумцима, као и „лак, природан однос” између себе и глумца који је тумачио улогу бригадира, Николаса Кортнија, који им је омогућио развијати динамику оца и ћерке у сценарију. Застој је Плат преточио у роман у јануару 1996. као део серије Несталих невиних пустоловина, а након тога је у јулу уследио роман Гарија Расела, Лествице неправде, који је открио да је Кејт била ћерка бригадира и његове прве жене Фионе. Кресманова је поновила своју улогу Кејт у наставку спиноф драме под називом Успон Демоњана (2004), коју је  објавио директно на DVD-у у марту 2004. године.
Када је писао епизоду „Моћ троје” (2012) за седми серијал Доктора Хуа, Крис Чибнал је сматрао да би за заплет епизоде о једногодишњој спорој инвазији било прикладно да врати UNIT, који је играо централну улогу у класичној серији. Шоуранер Стивен Мофат са ентузијазмом се сложио када је Чибнал питао да ли може да врати ову организацију у серију. Према Мофатовим речима, Чибнал је тада одлучио да дода заокрет у вези са новим вођом UNIT-а за који BBC није знао све док сценарио није испоручен. Године 2011. Николас Кортни је преминуо, што се одразило у универзуму серије када је Доктор сазнао за бригадирову смрт у епизоди „Венчање Ривер Сонг” (2011). Да би одао почаст Кортнију, Чибнал је смислио преокрет да UNIT води бригадирова ћерка Кејт. У изјави за часопис Radio Times, Чибнал је објаснио да: „С обзиром на то да враћамо UNIT, мислио сам да би то био добар начин да се ода почаст лику бригадира и доприносу Николаса Кортнија у серији, тако што ће се UNIT усидрити у његовој породици. То је био начин да се задржи та породична линија пошто смо прошле године на екрану открили да је бригадир умро.” Лик Кејт је развијен да буде „интелигентна, брза” и са „сувим смислом за хумор”. Иако је са бригадиром делила квалитете попут оданости према Доктору и жеље да служи човечанству, за разлику од њега, преферирала је да пре користи научни приступ него војну тактику. Када је сценарио био у продукцији, Чибнал, првенствено обожавалац телевизијске серије, био је изненађен када је открио да лик Кејт већ постоји у не-телевизијским спиноф медијима, чега он није био потпуно свестан.
Британска глумица Џема Редгрејв добила је улогу Кејт Стјуарт, чиме је заменила Беверли Кресман. Иако је у почетку била застрашена што се придружила серији, Редгрејвова је била узбуђена јер је гледала серију кад је била мала, а недавно и са својом децом, рекавши за Часопис Доктор Ху да је „повластица бити део нечега што је заокупило машту деце”. Кресманова је похвалила своју замену као „фантастичну глумицу”. Када су је питали да ли сматра да је она утицала на Редгрејвино схватање лика, рекла је: „Мислим да се не позива на мене лично или на моју изведбу […] али свакако што се тиче лика и, знате, она има сјајан став према њему заправо, што мислим да је сјајно.” Слично, њен колега из серије, Мет Смит, који је играо Једанаестог Доктора, изјавио је у интервјуу за BBC да је обожавао Џему Редгрејв и похвалио је као „грациозну, смешну и шармантну и апсолутно одушевљење”. На питање да ли ће се Кејт и UNIT вратити, Крис Чибнал је одговорио: „Увек волим да видим да се UNIT појављује, али да ли се враћају, па то је питање за Стивена Мофата...” Редгрејвова је такође изразила ентузијазам око могућности повратка у серију: „Требало би да имам среће! Била бих тако привилегована. Стално користим ту реч. Требало би да користим другу реч. Али то осећам. Било би сјајно вратити се. Да, волела бих то.” Мофат је одлучио да врати Кејт у специјалу поводом 50. годишњице серије, „Дан Доктора” (2013), и додатно је представио Ингрид Оливер као научну саветницу UNIT-а, Петронелу Осгуд. Кејт и Осгудова су наставиле епизодно да се појављују до краја Мофатовог мандата на месту шоуранера, појављујући се у четири епизоде осмог (2014) и деветог серијала (2015) серије заједно са Питером Капалдијем као Дванаестим Доктором. Редгрејвова је требало да се појави у епизоди „Пирамида на крају света” (2017) из десетог серијала, али њен лик је у коначном сценарију заменио пуковник Волш због њених обавеза снимања за Holby City.
Након шест година ван екрана, Редгрејвова се изненађујуће вратила током периода Криса Чибнела на месту шоуранера у последње две епизоде тринаестог серијала (2021). Поново се појавила у специјалу „Моћ Доктора” (2022), што је била последња епизода Џоди Витакер у улози Тринаесте Докторке. Након повратка Расела Т. Дејвиса на место шоуранера наредне године, Редгрејвова је поновила улогу Кејт, која сада користи пуно презиме Летбриџ-Стјуарт у специјалу поводом 60. годишњице, „Кикот” (2023), у којем је глумио Дејвид Тенант као Четрнаести Доктор. Специјал поново приказује UNIT у духу организације S.H.I.E.L.D. из Марвеловог филмског универзума (МФУ) са новом споредном глумачком екипом, међу којима је и Александар Девринт као пуковник Кристофер Ибрахим, и ново седиште које су обожаваоци поредили са Кулом Осветника из МФУ-а. Кејт и нови UNIT су се стално појављивали у три епизоде четрнаестог серијала серије (2024), у коме је главну улогу имао Шути Гатва као Петнаести Доктор.
Deadline Hollywood је у марту 2023. први пут објавио да је, према изворима из BBC-ја, у припреми спиноф Доктора Хуа који је заснован на UNIT-у и да ће у њему глумити Џема Редгрејв као Кејт Стјуарт. Редгрејвова је негирала да зна било шта о овом спинофу у септембру, али је потврдила своје учешће у Гатвиној првој сезони, рекавши да је „тако дивна ствар бити део те породице. Било је апсолутно невероватно и бити део визије Расела Т. Дејвиса је тако узбудљиво.” У јулу 2024, Дејвис је на San Diego Comic-Con-у потврдио да би нови спиноф Доктора Хуа за BBC One и Disney+ под називом Рат између земље и мора требало да почне да се снима тог септембра и да ће пратити како се UNIT бори се против Морских ђавола. Очекује се да ће Џема Редгрејв и Александар Девринт поновити своје улоге као Кејт Летбриџ-Стјуарт и пуковника Ибрахим у спинофу заједно са Раселом Товијем и Гугу Ембатом-Ро као новим ликовима.

## Пријем
Након њеног дебија у „Моћи троје”, Патрик Малкерн из часописа Radio Times поздравио је Кејт Летбриџ-Стјуарт као „диван додатак” серији и био одушевљен „избором глумице из класе” Џеме Редгрејв, описавши је као „елеганту, искрену, топлу” и захтевао је да се њен лик редовно враћа. Слично њему, рецензент веб-сајта Digital Spy, Морган Џефри, сматрао је да се Редгрејвова „одмах свима допала” као Кејт и похвалио је „диван тренутак” када се открила као бригадирова ћерка. Нила Дебнат, која је писала за The Independent, сматрала је да је поновно увођење Кејт на место шефа UNIT-а „диван начин очувања Докторове везе са организацијом и бригадиром Алистером Гордоном Летбриџ-Стјуартом”. Рецензент The Daily Telegraph-а, Гавин Фулер, сложио се да је њено вођење очеве организације био „диван додатак” и похвалио Редгрејвино тумачење, наводећи да би волео да се њен лик врати и у будућности. Наставила је да добија позитивне критике у својим каснијим наступима, а Малкерн из Radio Times-а похвалио је њен „одмерен, отмени наступ” у „Смрти на небесима”. Рос Рудигер са веб-сајта Vulture описао је Кејт у „Зајгонској инвазији” и „Зајгонској инверзији” као „оштрију и усклађенију са сложеношћу света који се мења, него што је њен отац [...] икада био” и похвалио је њен први инстинкт вођења и истраге уместо да одмах нападну зајгонске побуњенике. У својој рецензији истих епизода, Кејт Велш са веб-сајта IndieWire сматрала је да је напетост између Кејт и Доктора због њихових различитих приступа „одлично обрађена у овој дводелној епизоди” и додала да је „Редгрејвова у свом најбољем издању када у њеним очима сија фанатични жар”.